# Grailhen
Grailhen – miejscowość i gmina we Francji, w regionie Oksytania, w departamencie Pireneje Wysokie.
Według danych na rok 1990 gminę zamieszkiwało 8 osób, a gęstość zaludnienia wynosiła 1 osoba/km² (wśród 3020 gmin regionu Midi-Pyrénées Grailhen plasuje się na 1055. miejscu pod względem liczby ludności, natomiast pod względem powierzchni na miejscu 1245.).